# Hampton Downs Motorsport Park
Hampton Downs Motorsport Park (ook gewoon Hampton Downs genoemd), is een racecircuit in het noorden van de Nieuw-Zeelandse provincie Waikato.